# شب در موزه
شب در موزه (به انگلیسی: Night at the Museum) یک فیلم سینمایی فانتزی کمدی به کارگردانی شاون لوی و نویسندگی رابرت بن گارانت و توماس لنون محصول سال ۲۰۰۶ است که بر اساس کتابی به همین نام نوشته میلان ترنس است. این فیلم مضمونی کمدی دارد و بن استیلر بازیگر اصلی آن است. شب در موزه در ۲۲ دسامبر ۲۰۰۶ به نمایش درآمد و در سراسر جهان بیش از ۵۷۴ میلیون دلار فروش رفت. دنباله این فیلم با عنوان شب در موزه: نبرد اسمیتسونین در سال ۲۰۰۹، قسمت سوم با عنوان شب در موزه: راز مقبره در سال ۲۰۱۴ منتشر شد. و یک پویانمایی با عنوان شب در موزه: کامونرا دوباره برمی‌خیزد که در ۹ دسامبر ۲۰۲۲ منتشر شد.

## داستان
لری دیلی مرد بیکاری است که نگهبان شب یک موزه شده‌است؛ اما اشیا و مجسمه‌های موزه در طول شب به وسیلهٔ لوحی که در آن قدرتی جادویی نهفته‌است بیدار می‌شوند و تمام مجسمه‌های مومی به جنب‌وجوش می‌افتند. وظیفهٔ او این است که از خروج حیوانات جلوگیری کند، زیرا اگر اشیا از موزه خارج شوند، با طلوع خورشید از بین می‌روند و به خاکستر تبدیل می‌شوند. لری با سه نفر که نگهبانان قدیمی موزه بودند آشنا می‌شود، ولی آن‌ها در اصل دزدانی بودند که سعی در دزدیدن وسایل و اشیاء موزه، ازجمله لوح، داشتند. تمام اشیا و مجسمه‌های موزه با لری همکاری می‌کنند تا موزه را از این دزدی نجات دهند و….

## بازخوردها
در متاکریتیک، این فیلم بر اساس ۲۸ منتقد، امتیاز ۴۸ از ۱۰۰ را به دست آورد که نشان‌دهنده «بررسی‌های مختلط یا متوسط» است. نظرسنجی‌های سینماسکور که در آخر هفته افتتاحیه انجام شد، تماشاگران سینما نمره متوسط "A-" را در مقیاس A+ تا F به فیلم دادند.